# Бестужевская (порода коров)
Бестужевская порода — мясо-молочная порода домашнего крупного рогатого скота. 

## История
Порода берет начало от шортгорнов и голландских чёрно-пестрых коров, завезённых в 1780 году в хозяйство скотовода Бориса Макаровича Бестужева в Большой Репьёвке Симбирской губернии. К помесной группе с начала XIX века приливали кровь симментальской породы. 
Согласно другой версии порода была создана от скрещивания местного скота с мясным дургамским, а в XIX веке началось скрещивание с голландской, шортгорнской, холмогорской, симментальской и другими породами для совершенствования молочных и мясных качеств.
Бестужевская порода скота признана в 1869 году. 
В начале XX века для уменьшения признаков вырождения были проведены скрещивания с шортгорнами, впоследствии порода развивалась в чистоте. Государственная племенная книга ведётся с 1924 года.

## Характеристики
Масть: красная (от светло-красного до вишневого, иногда переходит в бурую) с белыми отметинами на лбу, голове, брюхе, груди, вымени, в паху и на конце хвоста.  
Животные преобладающего молочно-мясного типа, крупные, крепкой конституции. Мускулатура развита хорошо. Туловище глубокое и широкое. Косая длина 154-159 см. Средняя высота - 130-135 см. Голова небольшая, легкая, широкая во лбу, профиль прямой. Лоб узкий, ганаши широкие. Носовое зеркало темное. Рога большие, белые. Шея средней длины, с почти незаметными складками кожи. Грудь широкая (37-43 см) и глубокая (68-72 см), с хорошо развитым подгрудком. Обхват груди за лопатками 189-195 см. Спина ровная с прямой и широкой поясницей. Вымя упругое и объемное, средних размеров, чашеобразной формы. Крестец слегка приподнят. Конечности невысокие, расположены широко, устойчивые. Кожа эластичная. 
Живой вес коров 450—500 кг, быков 700—800 кг. Согласно другим данным: 500-800 кг и 800-1200 кг соответственно.  
Вес новорожденных телят – 30-34 кг, через полгода – 155-180 кг. Привес достигает 700-900 гр в сутки.  
Убойный выход 54-59%, мясные качества высокие. Среднегодовой надой молока 2800-5000 кг. Жирность молока - 3,5-4,1%, иногда - 4,9-5,5%. 
Животные хорошо приспособлены к суровым климатическим условиям Поволжья, неприхотливы, хорошо зимуют на грубых кормах. На пастбищах быстро нагуливают тело; после отёла долго не снижают надоев. Устойчивы к ряду заболеваний, в частности у них отсутствует наследственная предрасположенность к туберкулезу и лейкозу. Репродуктивная функция развита хорошо.

## Распространение
Бестужевская порода распространена в Приволжском федеральном округе: Самарской и Ульяновской областях; в Татарстане и Башкирии.